# Javier Santacreu
Javier Santacreu Cabrera (Benissa, Alicante, 1965) es un compositor y director español. Estudió composición con Javier Darias y es miembro de la Escuela de Composición y Creación de Alcoy (ECCA).
Fue finalista en las ediciones de 1990, 1993 y 1995 de los Premios de Composición de la Sociedad General de Autores de España (SGAE). Ha ganado varios galardones, entre ellos el Premio Reina Sofía de Composición Musical de 1998 que otorga la Fundación de Música Ferrer-Salat por Oniris (Música del Somni), el Premio de Composición AEOS-Fundación BBVA en 2009 por De la belleza inhabitada, título que hace referencia al poema El joven marino de Luis Cernuda y el Premio de Composición Musical de la VI edición de los Premios a la Creación Artística de la Universidad de Zaragoza en 2010 con Sun Colors (L'Ànima dels Colors Nus).
Su obra se caracteriza por un intenso lirismo que surge de una honda concepción poética de su trabajo musical.
En honor a su trayectoria como compositor, la escuela municipal de música y danza de Benisa lleva su propio nombre "Javier Santacreu".